# François-Étienne Kellermann
François-Étienne Kellermann, vévoda z Valmy, (4. srpna 1770 Mety, Francie – 2. června 1835 Paříž, Francie), byl francouzský generál kavalerie doby prvního císařství a pair Francie.

## Život
François-Etienne Kellermann, byl synem francouzského generála, pozdějšího maršála císařství, povýšeného do šlechtického stavu s titulem vévoda z Valmy. Se svým otcem se účastnil svých prvních polních tažení válek revoluce. V roce 1796 sloužil v italské armádě generála Bonaparte ve funkci adjutanta. Při přechodu Tagliamenta se vyznamenal rozhodujícím útokem na rakouskou kavalerii. Roku 1800 v bitvě u Marenga (14. června 1800) vedl (spolu s plukovníkem Bessieresem) rozhodující jezdecký útok v čele těžké jízdní brigády, s kterou vpadl do boku rakouské koloně pochodující po silnici z Alessandrie a rozprášil ji. Byl povýšen na divizního generála. Bojoval též u Slavkova (2. prosince 1805) a ve španělském tažení. Roku 1813 byl převelen do Saska a měl lví podíl na vítězství u Bautzen (Budyšína – 20. a 21. května 1803).
Po pádu Napoleona se podřídil Bourbonům a král Ludvík XVIII. jej jmenoval generálním inspektorem jezdectva. Za vlády Sta dnů byl Kellermann jmenován pairem Francie a bojoval u Ligny (16. června 1815) a u Waterloo(18. června 1815). Po návratu Bourbonů ztratil své místo v komoře pairů a byl postaven mimo službu. Po nástupu Karla X. na trůn byl opět jmenován pairem, ale s nadšením přivítal Červencovou revoluci roku 1830.
Jeho syn François-Christophe-Edouard Kellermann byl diplomat a politik ostře monarchistického zaměření. Když byl maršál Ney u soudu, spolu s dalšími dvěma maršály hlasoval pro zastřelení.